# 凍結乾燥機不正輸出事件
凍結乾燥機不正輸出事件（とうけつかんそうきふせいゆしゅつじけん）とは、2002年9月に対北朝鮮貿易商社の在日朝鮮人で北朝鮮国籍の元社長が、大量破壊兵器の開発等のために用いられるおそれがあることを知りながら、凍結乾燥機を、経済産業大臣の許可を受けずに横浜港から台湾を経由して北朝鮮向けに不正に輸出した事件。

## 概要
2006年8月10日、山口県警と島根県警が東京都杉並区の貿易会社明昌洋行元社長の木田実こと金英根を核兵器や生物兵器の製造に転用可能な凍結乾燥機を北朝鮮に不正輸出したとして、外為法違反などの疑いで逮捕した。金英根は2002年9月下旬に国外輸出が規制されている核兵器や生物兵器等の製造に転用可能な凍結乾燥機1台を台湾経由で北朝鮮に不正に輸出した。金英根は、「北朝鮮側から軍事目的で凍結乾燥機が必要という依頼があった」と供述している。警察庁警備局によると、輸出先となった企業はダミー会社で、実際に関与したのは、朝鮮人民軍が100%出資する、金総書記の指示で海外物品の購買にあたっているとされるルンラ社である可能性が高いとしている。